# Anisor fjärden
Anisor fjärden är en fjärd i Finland. Den ligger i Nagu i landskapet Egentliga Finland, i den södra delen av landet, 170 km väster om huvudstaden Helsingfors.
Anisor fjärden avgränsas av Anisor i söder, Brännskär i sydväst, Kamskall i väster, Estholm i norr och Lillandet söder om Piparby i öster. Den ansluter till Klobbfjärden i sydöst och till Kamskall fjärden i sydväst.